# Bitwa pod Tel-el-Kebir
Bitwa pod Tel-el-Kebir – decydujące starcie wojny brytyjsko-egipskiej, stoczone 13 września 1882 roku pomiędzy brytyjskimi siłami ekspedycyjnymi dowodzonymi przez generała Garneta Wolseleya, a powstańczą armią egipską Arabiego Paszy. Wojska brytyjskie, nieco mniej liczne, ale lepiej wyposażone i wyszkolone, zdobyła po nocnym ataku i walce wręcz linię ziemnych umocnień Egipcjan. Zwycięstwo Brytyjczyków doprowadziło do zajęcia przez nich Kairu i upadku rewolty.

## Tło historyczne
Pod koniec lat 70. XIX wieku Egipt, formalnie rządzony przez kedywa podległego sułtanowi osmańskiemu, stawał się coraz bardziej zależny od mocarstw europejskich: Francji i Wielkiej Brytanii. Oba państwa wprowadziły do rządu egipskiego własnych kontrolerów, a w czerwcu 1879 roku wymogły na sułtanie detronizację dotychczasowego kedywa, Ismaila Paszy, którego zastąpił syn, Tewfik. Tak wyraźna dominacja Europejczyków wywołała niezadowolenie wśród nacjonalistycznie nastawionych członków egipskich elit. Jeden z nich, pułkownik Ahmad Orabi, stanął na czele opozycji i w początkach 1882 roku faktycznie odsunął Tewfika od władzy, wprowadzając własną dyktaturę. Rząd egipski przyznał mu tytuł paszy i mianował ministrem wojny.
Nacjonalizm nowych władz godził w interesy państw europejskich. Wielka Brytania i Francja skierowały na wody egipskie swoje okręty. 11 czerwca 1882 roku w Aleksandrii, pomimo obecności Europejczyków, wybuchły zamieszki, skierowane przeciwko obcokrajowcom i chrześcijanom. Zginęło w nich, jak się ocenia, 68 osób, dalszych nie mniej niż 100 zostało rannych. Rząd brytyjski, jako jedyny, zdecydował się na interwencję zbrojną. Rankiem 11 lipca okręty Royal Navy kotwiczące w Aleksandrii otworzyły ogień do umocnień obsadzonych przez wojska wierne Arabiemu Paszy. W toku całodziennej walki większość egipskich fortów została bądź rozbita, bądź opuszczona przez załogi. Zginęło około 130 egipskich żołnierzy i 150 cywilnych mieszkańców miasta, dalszych kilkuset zostało rannych. Straty po stronie brytyjskiej wyniosły 6 zabitych i 27 rannych. 27 lipca Izba Gmin uchwaliła fundusze na dalsze działania, prowadzone przez wojska lądowe. Dowódcą sił ekspedycyjnych został generał Garnet Wolseley.
20 sierpnia Brytyjczycy przeprowadzili zakończoną sukcesem operację desantową w miejscowości Ismailia nad Kanałem Sueskim, opanowując wkrótce jego wybrzeża. W początku września generał Wolseley dysponował w całym Egipcie czterema dywizjami przybyłymi z metropolii oraz Indii (łącznie niemal 40 tys. żołnierzy i marynarzy), mając przeciwko sobie około 90 tys. powstańców (w tym około 60 tys. armii regularnej), jednak gorzej uzbrojonych i wyposażonych, z których znaczna część tworzyła stałe garnizony twierdz.

## Bitwa
Wojska brytyjskie, nacierające z Ismaili, czyniły szybkie postępy. 26 sierpnia opanowały, mający strategiczne znaczenie, rejon śluzy Kassasin na Kanale Słodkowodnym. Dwa dni później odparły tam pierwszy kontratak egipski. Druga próba odbicia śluzy przez Egipcjan, podjęta 9 września, również zakończyła się porażką. Odparta armia egipska wycofała się do umocnień pod Tel-el-Kebir, około 65 mil na północ od Kairu. 12 września dotarły tam wojska generała Wolseleya. Po południu Brytyjczycy przeprowadzili rozpoznanie pozycji przeciwnika. Według nich, Arabi Pasza dysponował około 25 000 regularnego wojska i 5000 beduińskich ochotników (faktycznie było to około 20 000 żołnierzy, wzmocnionych dwoma tysiącami pospolitego ruszenia oraz 75 dział). Siły brytyjskie stanowiły: dywizja kawalerii, dwie dywizje piechoty oraz kontyngent indyjski, łącznie niemal 17 500 oficerów i żołnierzy. Brytyjska artyleria miała na stanie 61 dział polowych oraz sześć kartaczownic i działo 40-funtowe zamontowane na improwizowanym pociągu pancernym.
Po zapadnięciu ciemności Brytyjczycy zwinęli obóz i stanęli w gotowości do wymarszu. Około 1.30 w nocy z 12 na 13 września wyruszyli w kierunku linii umocnień egipskich, kierując się wskazaniami kompasów i korzystając z blasku księżyca. Atak rozpoczął się tuż przed 5.00. W centrum i na lewej flance piechota, po wystrzeleniu salwy, walczyła na bagnety, na prawym skrzydle uderzyła dywizja kawalerii. Po około godzinie walki obrona egipska zaczęła się załamywać i Brytyjczycy zdobyli okopy, postępując w ślad za wycofującym się przeciwnikiem w kierunku pobliskiego mostu na Kanale Słodkowodnym. O 7.00 na zajęty most dotarł witany owacjami swych żołnierzy Wolseley. Jego zwycięstwo było pełne: armia Arabiego Paszy straciła około 2000 zabitych i uległa rozsypce. Straty brytyjskie wyniosły 57 zabitych, 30 zaginionych oraz 383 rannych.
Dywizja kawalerii została skierowana na południowy zachód, w kierunku Kairu. Po niemal 60-milowym rajdzie rankiem następnego dnia dotarła do przedmieść stolicy Egiptu. Jej garnizon, około 10 000 żołnierzy, zgodnie z rozkazem Arabiego Paszy złożył broń bez walki. Późnym wieczorem w miejscowych koszarach poddał się również egipski dowódca.

## Dalsze działania
15 września generał Wolseley odbył triumfalny wjazd do Kairu. Zwycięstwo w Egipcie miało przynieść mu wkrótce tytuł barona. Na wieść o klęsce głównych sił Arabiego Paszy kapitulowały kolejne twierdze powstańców, jako ostatnia, 23 września, Damietta. Ahmed Orabi został 5 października przekazany do dyspozycji rządu kedywa i był sądzony za bunt. 3 grudnia 1882 roku został skazany na śmierć, wyrok jednak został zamieniony natychmiast na dożywotnią banicję. Wraz z sześcioma innymi przywódcami powstania został zesłany na Cejlon, gdzie pozostał do 1903 roku, gdy syn i następca Tawfika, Abbas II, zezwolił mu na powrót do Egiptu.
Większość brytyjskich wojsk ekspedycyjnych opuściła Egipt jeszcze w październiku. 18 listopada 1882 roku w Londynie, w obecności królowej Wiktorii, odbył się uroczysty przemarsz zwycięzców.